# HD25449
HD25449 — хімічно пекулярна зоря спектрального класу A1, що має видиму зоряну величину в смузі V приблизно  6,9.
Вона  розташована на відстані близько 500,2 світлових років від Сонця.